# Goodness Gracious
"Goodness Gracious" é uma canção da artista musical inglesa Ellie Goulding, contida no relançamento de seu segundo álbum de estúdio Halcyon Days (2014). Foi composta pela própria cantora ao lado de Greg Kurstin e Nate Ruess, com a produção estando a cargo de Kurstin. O seu lançamento como terceiro single da reedição do disco ocorreu em 21 de fevereiro de 2014, através da Polydor Records.

## Faixas e formatos
| Download digital |                                                   |         |  |
| N.º              | Título                                            | Duração |  |
| 1.               | "Goodness Gracious"                               | 3:46    |  |
| 2.               | "Goodness Gracious" (Chainsmokers Extended Remix) | 4:19    |  |
| 3.               | "Goodness Gracious" (Honest Remix)                | 4:36    |  |

## Desempenho nas tabelas musicais

### Posições
| Tabela musical (2014)                      | Melhor posição |
| ------------------------------------------ | -------------- |
| Austrália (ARIA Charts)                    | 39             |
| Bélgica (Ultratip de Flandres)             | 10             |
| Bélgica (Ultratip da Valônia)              | 26             |
| Escócia (The Official Charts Company)      | 13             |
| Eslováquia (IFPI Slovenská Republika)      | 25             |
| Irlanda (Irish Recorded Music Association) | 16             |
| Reino Unido (UK Singles Chart)             | 16             |
| Chéquia (IFPI Česká Republika)             | 74             |

## Histórico de lançamento
| País          | Data                    | Formato          | Gravadora       |
| ------------- | ----------------------- | ---------------- | --------------- |
| Reino Unido   | 13 de janeiro de 2014   | Rádio mainstream | Polydor         |
| Austrália     | 21 de fevereiro de 2014 | Download digital | Universal Music |
| Áustria       | 21 de fevereiro de 2014 | Download digital | Universal Music |
| Brasil        | 21 de fevereiro de 2014 | Download digital | Universal Music |
| Finlândia     | 21 de fevereiro de 2014 | Download digital | Universal Music |
| Irlanda       | 21 de fevereiro de 2014 | Download digital | Polydor         |
| Nova Zelândia | 21 de fevereiro de 2014 | Download digital | Universal Music |
| Países Baixos | 21 de fevereiro de 2014 | Download digital | Universal Music |
| Suíça         | 21 de fevereiro de 2014 | Download digital | Universal Music |
| Reino Unido   | 23 de fevereiro de 2014 | Download digital | Polydor         |
| Bélgica       | 24 de fevereiro de 2014 | Download digital | Universal Music |
| Dinamarca     | 24 de fevereiro de 2014 | Download digital | Universal Music |
| Espanha       | 24 de fevereiro de 2014 | Download digital | Universal Music |
| Grécia        | 24 de fevereiro de 2014 | Download digital | Universal Music |
| Itália        | 24 de fevereiro de 2014 | Download digital | Universal Music |
| Luxemburgo    | 24 de fevereiro de 2014 | Download digital | Universal Music |
| Noruega       | 24 de fevereiro de 2014 | Download digital | Universal Music |
| Portugal      | 24 de fevereiro de 2014 | Download digital | Universal Music |
| Suécia        | 24 de fevereiro de 2014 | Download digital | Universal Music |